# Koetshuis (Strijtem)

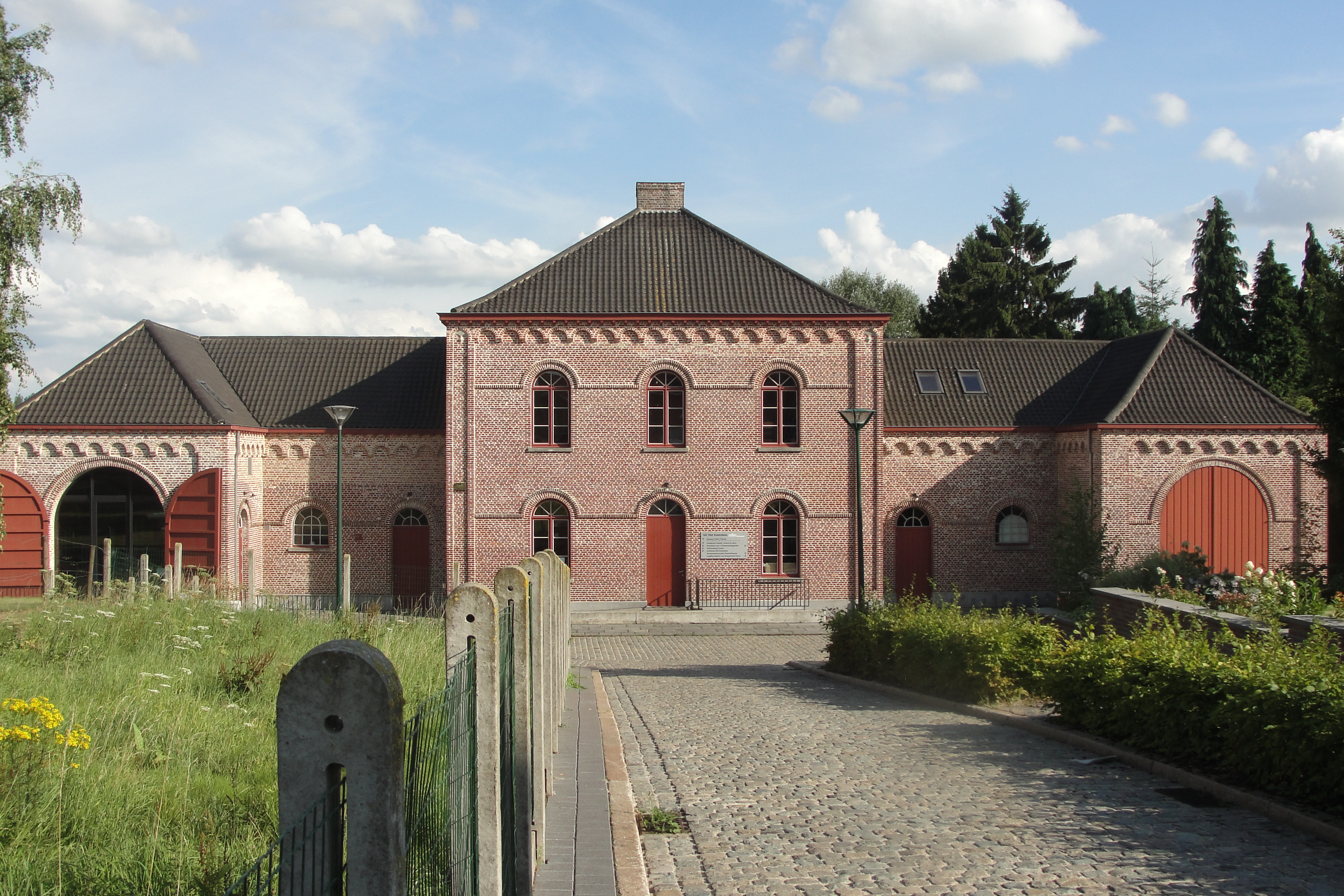
Vooraanzicht

Het Koetshuis in Strijtem is beschermd erfgoed. Het gebouw deed dienst als koetshuis van het kasteel van Strijtem. Het doet sinds 2008 dienst als het gemeenschaps- en cultuurcentrum voor de gemeente Roosdaal.

## Historiek van de site
Op basis van onder andere archeologische vondsten blijkt dat reeds in de  de 8ste eeuw in Strijtem een militaire site bestond die de eerste grondvesten zou leveren voor het latere kasteel van Strijtem. In de 17e eeuw duikt de eerste tekening hiervan op als het Huis van Lathem. Deze site - toen bestaande uit een kasteel met vijver, aanhorigheden en neerhof, werd in 1682 opgekocht door Jaques (de) Fariau(x). Deze werd later heer van zowel Onze-Lieve-Vrouw-Lombeek als Strijtem.  De daaropvolgende decennia gaat het goed over in handen van verschillende families. Van 1768 tot 1788 werd het domein zelfs tot baronie verheven. In 1788 ging het domein via huwelijk over naar de familie de Failly uit Lotharingen, die het kasteel tot 1935 zouden bewonen. In 1815 is het enkele maanden de verblijfplaats van generaal Mercer in kader van diens oorlogsvoering tegen Napoleon. Hij beschrijft de site op dat moment als een U-vormig kasteel met omgracht dat langs 2 bruggen toegankelijk is. Het is ook zo te herkennen op de Ferrariskaarten.
In 1837 werd het kasteel aangekocht door Amedé de Failly, die op dat ogenblik minister van oorlog was voor de toen jonge Belgische staat. Zijn oudste zoon, Victor-Marie-Joseph de Failly, nam het vervallen kasteel over in 1863 en liet het grondig renoveren. Op dat ogenblik is hij tevens de burgemeester van Strijtem en bleef dit tot na de Eerste Wereldoorlog.  Een belangrijk onderdeel van renovatie is de bouw in 1869 van een monumentaal koetshuis met paardenstallen en stalplaatsen voor koetsen. Hiervoor werd de oorspronkelijke kasteelhoeve ten noordoosten van het kasteel gesloopt. Ook het oude kerkstraatje tussen de kerk en het kasteel verdween hiervoor. Erfgenaam Alfred de Failly verkocht het complex aan Maurice Vanderkelen in 1935. Deze verdeelde het in twee percelen: een met het koetshuis en een met het kasteel wat hij in 1937 opnieuw verkocht. Het koetshuis bleef eigendom van Vanderkelen. Hij gebruikte het gebouw onder meer als berging om versleten machines uit zijn kantfabriek in onder te brengen. In de jaren 1970 werd het ook als jeugdhuis gebruikt.
In 2003 werd het gebouw aangekocht door de gemeente Roosdaal, die het in 2008 opnieuw publiekelijk toegankelijk maakte als cultuur- en gemeenschapscentrum.

### De invulling van de site als cultuurcentrum
Om dienst te doen als cultuurcentrum moest de site grondig verbouwd worden. Zo werd er onder andere een ondergrondse theaterzaal voorzien, een danszaal, tentoonstellingsruimten, een cafetaria en polyvalente ruimte's. Buiten het gebouw werd ook een evenementenweide aangelegd.
Sinds 2008 vinden op de site concerten, theatervoorstellingen en tentoonstellingen plaats. Ook de academie en het jeugdhuis zijn in de gebouwen gevestigd. Ook Erfgoedvereniging Rausa is op de site aanwezig en bezet er de kelderverdieping.

## Het gebouw
Het gebouw is opgetrokken in neoclasscistische stijl. Vermoedelijk werd gestart met de bouw rond 1860 en werd het geheel (stallen en dienstwoning) voltooid in 1868. De constructie is opgetrokken in baksteen en voor plint en onderdorpels werd blauwe hardsteen gebruikt.
Het vierkante hoofdvolume is drie traveeën breed en bestaat uit twee lagen en deed dienst als dienstwoning. Het beschikt over een  tentdak dat geflankeerd wordt door twee vooruitspringende, éénlaagse en rechthoekige hoekvolumes, de zijvleugels die werden gebruikt als paardenstallen en wagenhuis, onder een schilddak met zwarte pannen en kunstleien. De verschillende volumes worden belijnt door gevelhoge, ingediepte lisenen. De horizontale ordonnantie wordt bepaald door de symmetrisch geplaatste rondboogvensters- en deuren. De langsgevels van de zijvleugels worden geritmeerd door halfradvensters met een metalen roedeverdeling. De hoge rondboogvensters van de zijvleugels daarentegen zijn uitgevoerd in hout en zijn met twee, driedelige vleugels met een waaiervormig bovenstuk bekroond .

Het gebouw is sinds 2003 samen met de dorpskern beschermd als erfgoed.

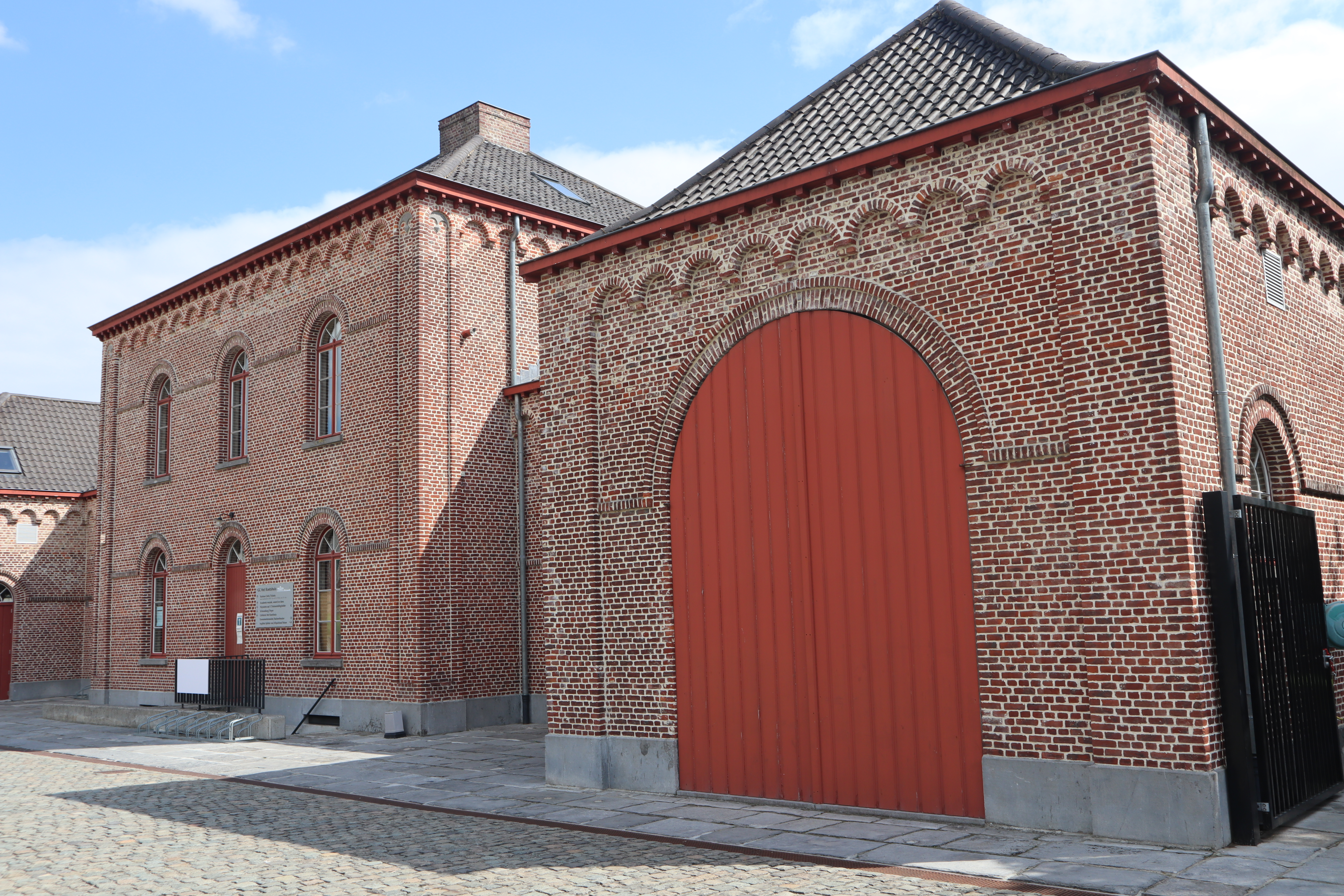
Zicht op een van de zijvolumes
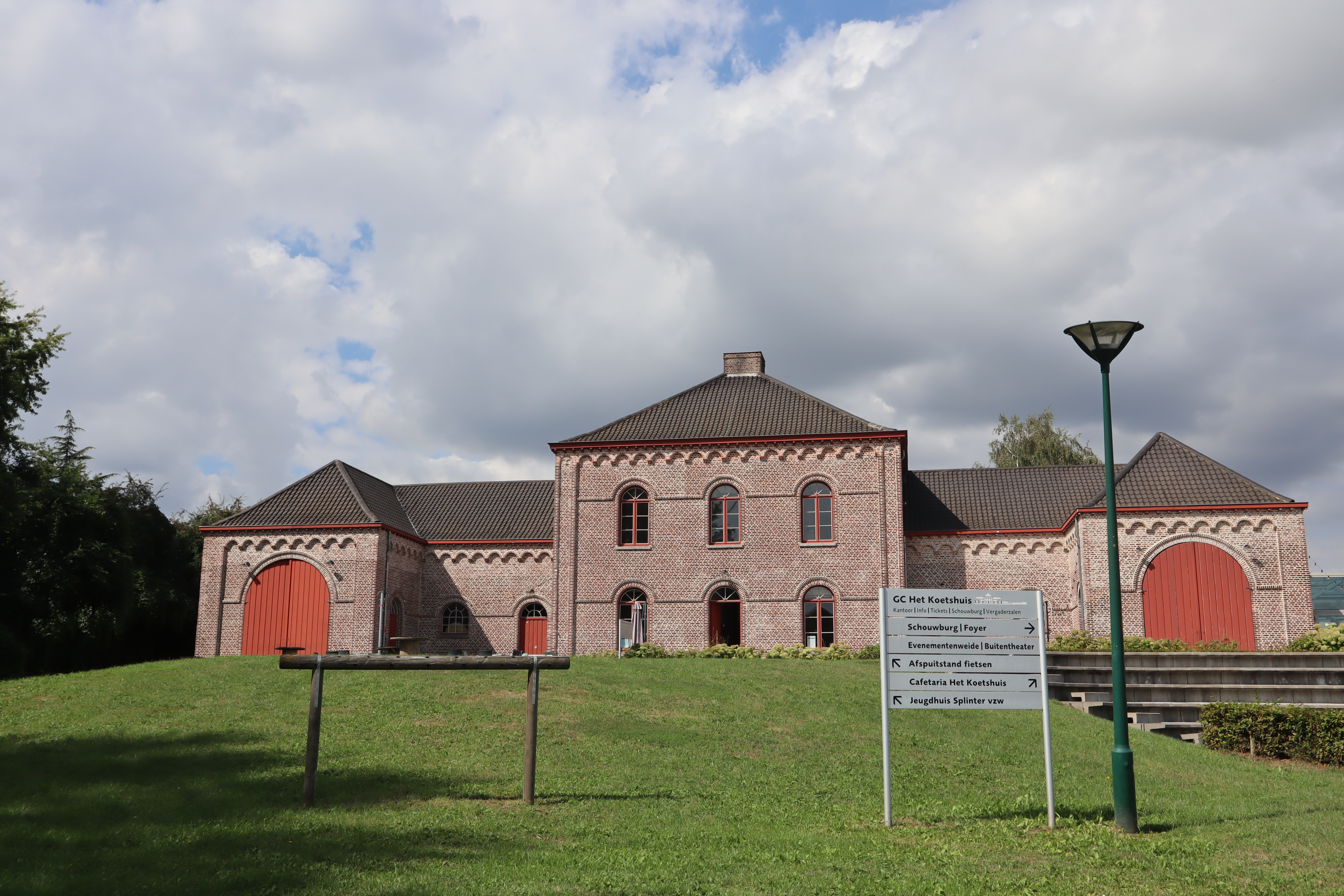
Ingang van het koetshuis gezien vanaf de evenementenweide
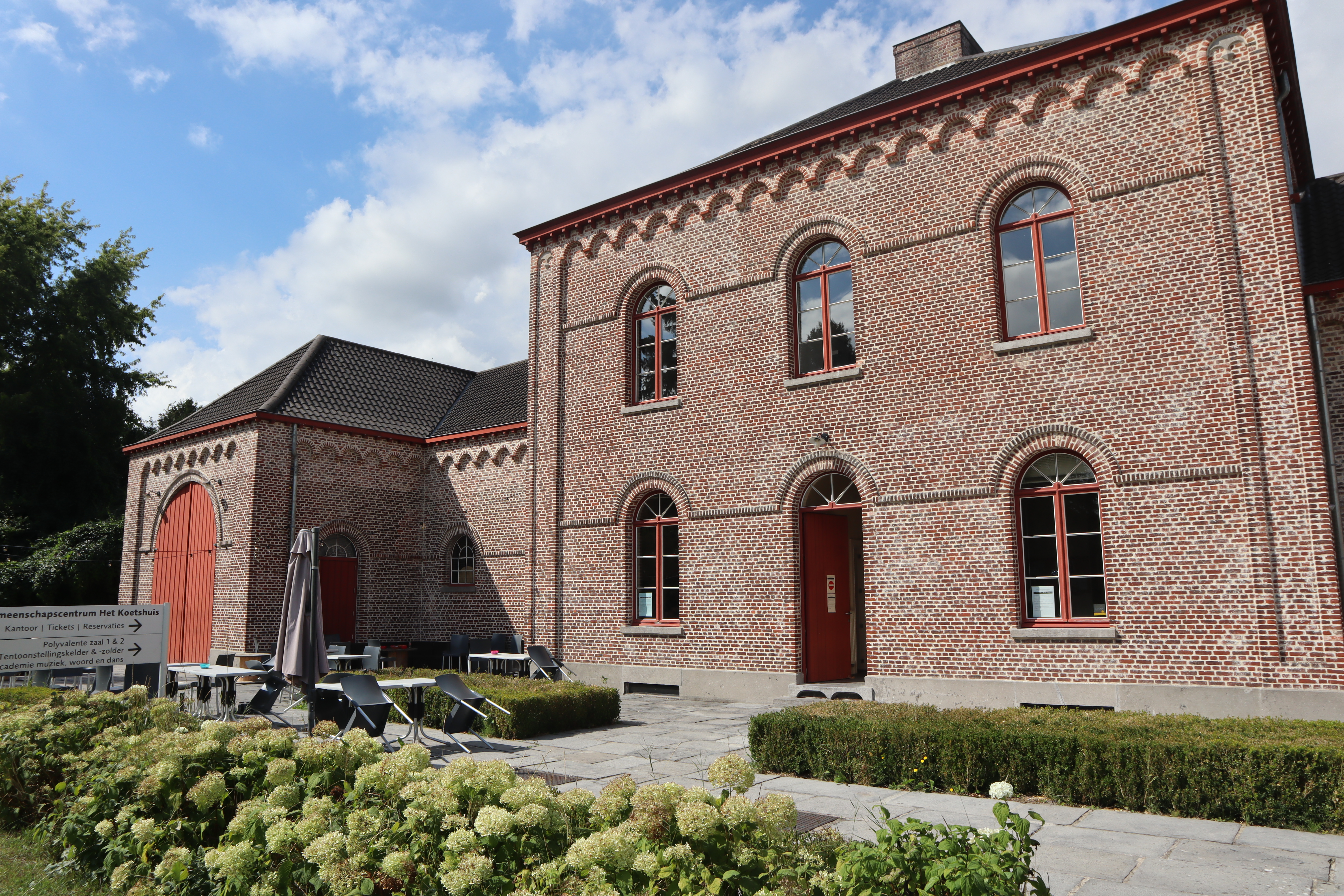
Zicht op het hoofdvolume
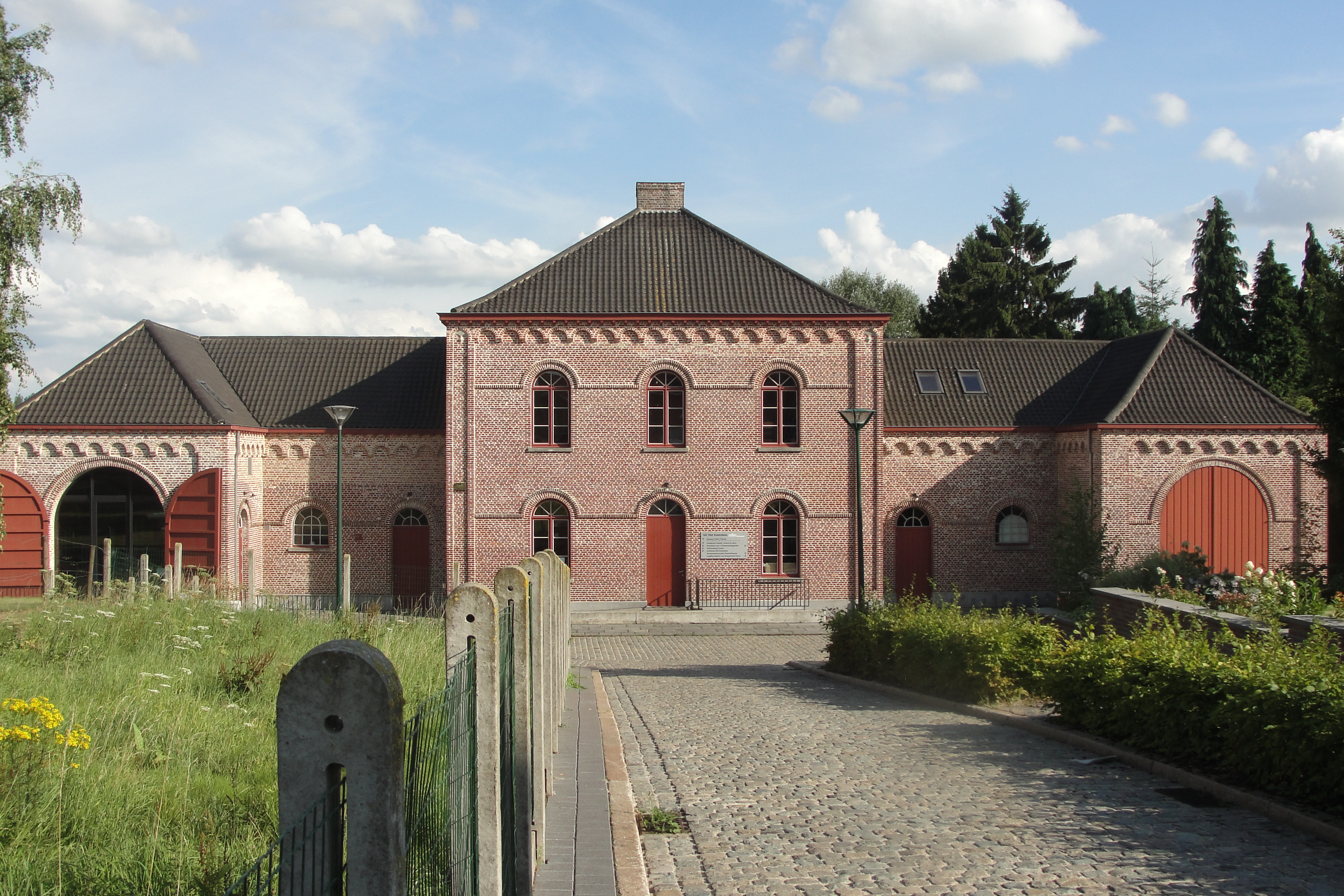
Zicht vanaf het dorp
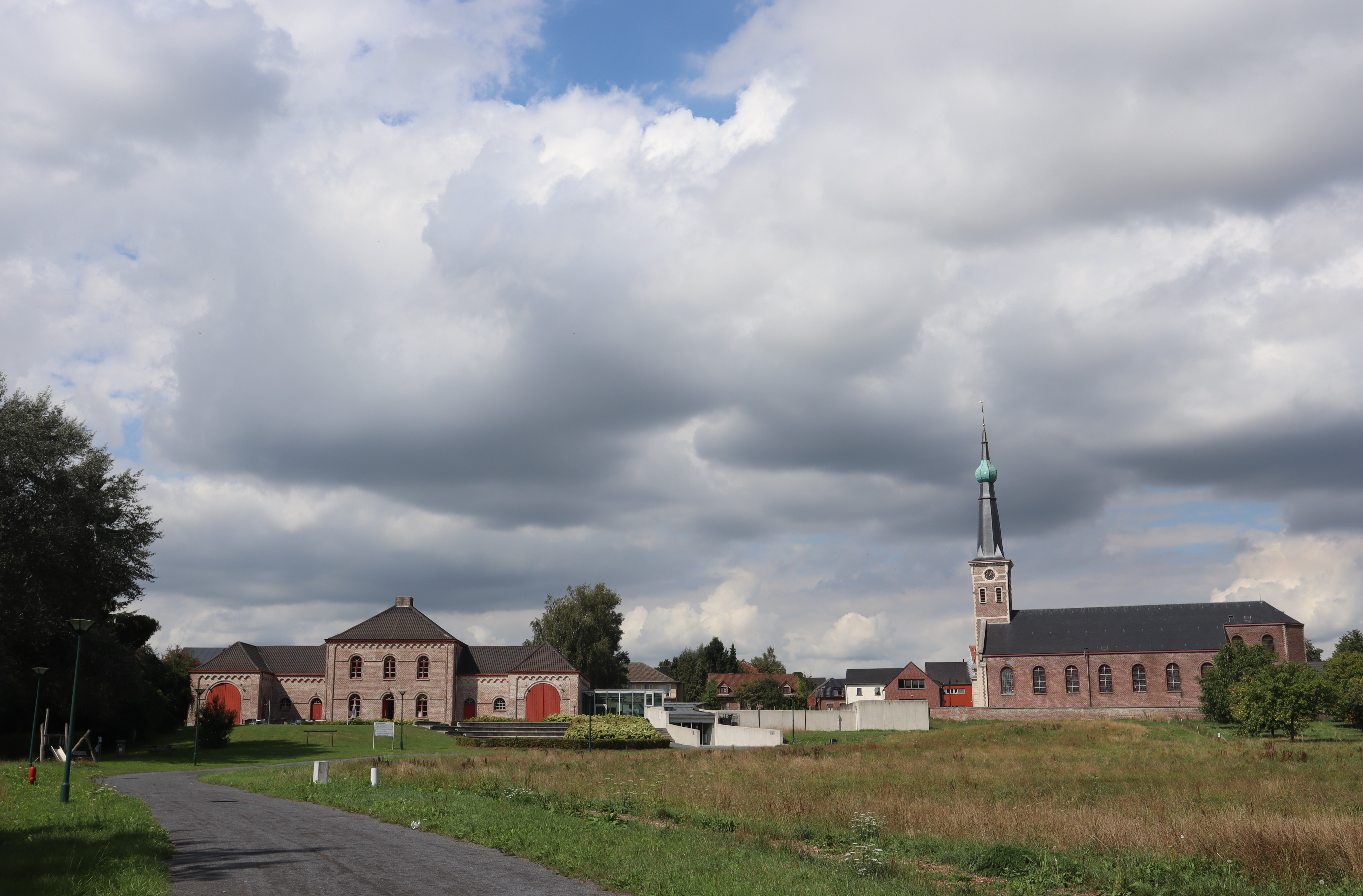
Algemeen zicht met links de kerk van Strijtem
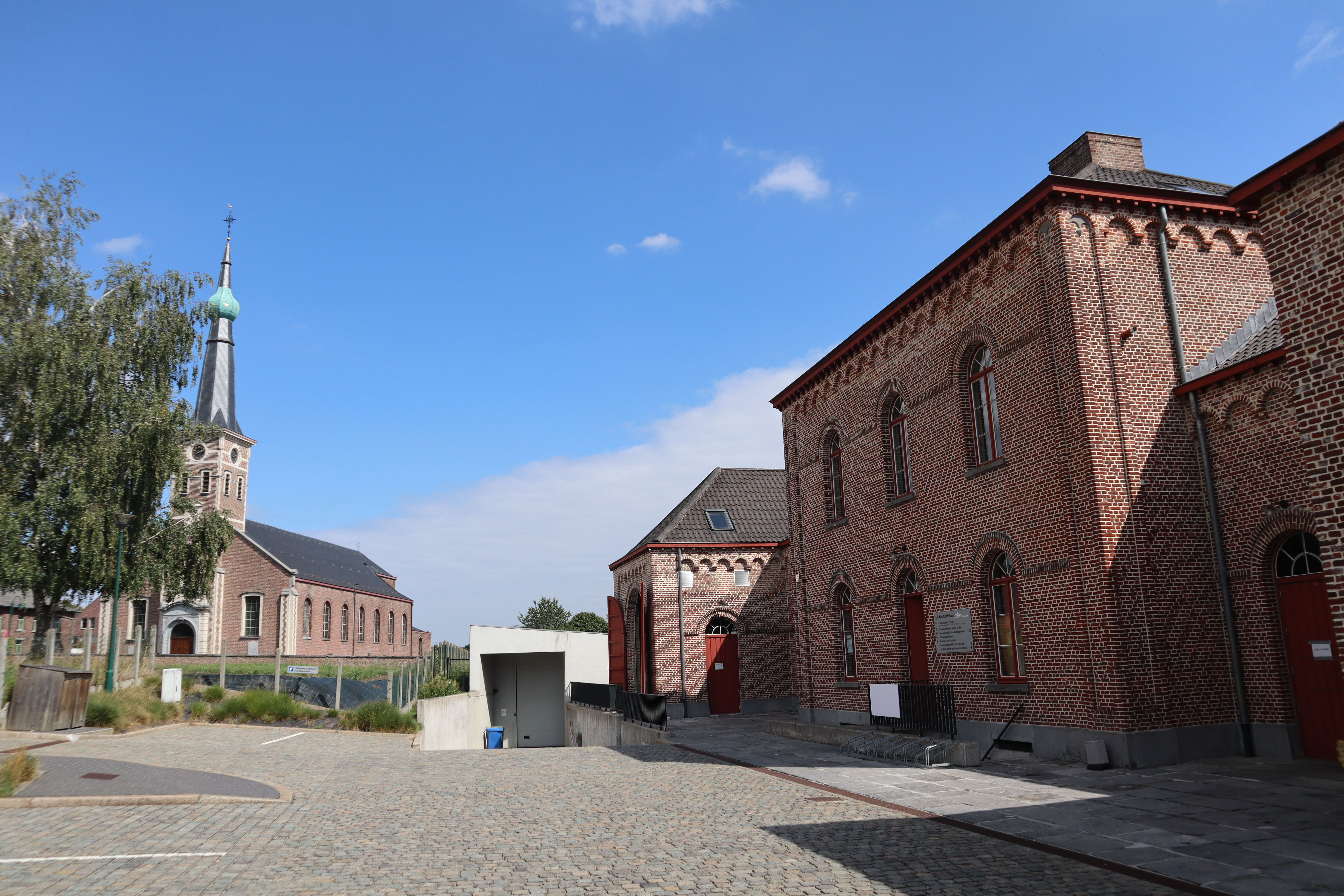
Zicht vanaf de straat (dorp)